# Kognitivní svoboda
Kognitivní svoboda (kognice z lat. cognoscere; poznávat, zkoumat) neboli právo na sebeurčení představuje právo a dobrovolné rozhodnutí jednotlivce svobodně se rozhodovat o vlastní mysli, vnímání a mentálních procesech. Toto právo zahrnuje též možnost nezávislého a autonomního rozhodování o chemických procesech v mozku, které mohou být ovlivňovány různými látkami.

## Historie
S pojmem kognitivní svoboda se do konce 20. století nesetkáváme. O tento pojem se zasloužili až neuroetik Wrye Sententia a právník Richard Glen Boire. Do této doby se ve společnosti a státních záležitostech řešila otázka svobody myšlení, tzn. práva na vlastní myšlenky, svobodu vyjadřování a v dnešní době se jedná o základní lidské právo ve všech evropských zemích, není to však samozřejmostí v každém státě.

### 18. století
Velkou změnu přinesla v tomto ohledu doba osvícenství (období mezi 17.–18. stoletím), kdy především evropská společnost procházela velkou obnovou v myšlení, což mělo následně vliv na rozvoj umění, formy státu, politiku apod. Společnost se zásadním způsobem začala odpoutávat od církevních dogmat a postupně začal vznikat prostor pro svobodu myšlení. Avšak tyto změny se týkaly pouze náboženství, vlastního vyznání a svobody myšlení, popř. vyjadřování.[zdroj?] Nicméně průkopníkem uzákonění těchto změn byla Francie, která v roce 1789 vydala tzv. Deklaraci práv a svobod člověka a občana, ve která klade důraz na právo každého občana Francouzské republiky, že má právo na vlastní vyznání, vlastní názor a způsob, jakým ho vyjádří ad.

### 20. století
Zlomovým rokem pro celý svět i téma svobody myšlení byl rok 1945, kdy následky druhé světové války přivedly většinu států po celém světě ke sjednocení a spolupráci. V roce 1948 následně došlo v rámci členských států OSN k sepsání Všeobecné deklaraci lidských práv, kterážto obsahuje všeobecná práva pro všechny žijící osoby (resp. občany členských států) a je jim tedy umožněna svoboda myšlení, svědomí a náboženství. Nicméně po roce 1948 především v evropských zemích dochází k násilnému potlačení na základě vlivu komunismu a jeho odmítání západních trendů.[zdroj?]
Dalším důležitým milníkem byla tzv. ,,americká" psychedelická revoluce během 60. let, k čemuž přispěl i zrod hnutí jako je hippies a New Age, jež k svému fungování, životosprávě či víře využívají různých psychedelických látek. Omamné látky jako opiáty a alkohol sahají do daleké historie až ke vzniku civilizace. Tudíž s užíváním drog se lidstvo potýká od prvopočátku. Avšak tisíce let trvalo, než se užívání omamných látek dočkalo regulí a než chemický průmysl dospěl do takové podoby, že v dnešní době nám produkuje nejrůznější všude dostupné léky a že skrze přešlapy vědců byly objeveny prospěšné látky jako např. penicilin, ale i ty ovlivňující lidské vědomí jako např. LSD. Drogy představovaly látku, kterou si mohli dopřát především bohatí, následně se trend užívání drog rozmohl natolik, že státy přestaly mít přehled a k drogám se dnes dostane každý bez ohledu na rasu, věk či pohlaví.
Pro pojem kognitivní svobody je zásadní konec 90. let 20. století, kdy s pojmem kognitivní svoboda přichází v USA Wrye Sententia a Richard Glen Boire. Ti zakládají i Centrum pro kognitivní svobodu a etiku jako podporu veřejnosti.

### 21. století
Velký zvrat s novým miléniem přišel v rámci nových moderních technologií. S rozvojem technologií jako je neurostimulace, skenování mozku a např. mozkové implantáty se stala otázka kognitivní svobody ještě aktuálnější. Vznikají nové právní koncepty jako neuropráva a snahy mezinárodních organizací definovat kognitivní svobodu jako součást lidských práv budoucnosti.

### Shrnutí důležitých událostí
- 1789 – Deklarace práv a svobod – Francie – Uznává svobodu myšlení jako základní právo každého občana.[14]
- 1948 – Všeobecná deklarace lidských práv – Členské státy OSN mají za povinnost uznávat právo každého na svobodu myšlení, svědomí a náboženství.[zdroj?]
- 1960–1970 – Psychedelická revoluce – Amerika – Především na území USA probíhaly pokusy aplikovat a legalizovat drogy, proběhne tzv. drogová válka mezi Mexikem a USA. Spolu s tím začíná boj o právo manipulovat s vlastním vědomím.[zdroj?]
- 1990 – USA – Richard Glen Boile a Wrye Sententia zakládají Centre for Cognitive Liberty and Ethics.[12]
- 2000 – současnost – růst neurotechnologií, jejichž expanze a neustálý vývoj klade důraz na etickou i právnickou otázku o ochraně vědomí a mentální integrity.[13]
- 2017 – vznik tzv. neuropráv, která podávají návrh práv na ochranu neuronální integrity.[13]

## Právní rámec

### Česká republika
Kognitivní svoboda v České republice, ani v jiných zemích zatím není explicitně právně ukotvena. Nicméně v rámci ČR součástí ústavního pořádku je Listina základních práv a svobod, kde konkrétní články chrání svobodu myšlení, soukromí a svobodu tělesné integrity, a tedy do této části legislativy lze kognitivní svobodu implikovat.
V rámci Listiny základních práv a svobod mluvíme o článcích:
- Čl. 15 (1): „Svoboda myšlení, svědomí a náboženského vyznání je zaručena.“[16]
- Čl. 10 (2): „Každý má právo, aby nebyly shromažďovány, zveřejňovány ani jinak zneužívány údaje o jeho osobním životě.“[16]

- Čl. 7 (1): „Nedotknutelnost osoby a jejího soukromí je zaručena. Omezení je možné jen v případech stanovených zákonem.“[16]

V rámci výše rozvíjejících se neurověd je důležitý i zákon o Zákon o ochraně osobních údajů a GDPR, který by v budoucnu mohl zahrnovat i ochranu tzv. neurodat.

### Evropská unie
V rámci Evropské unie se jedná o dokumenty:
Listina základních práv EU (2000):
- Čl. 10: „Každý má právo na svobodu myšlení, svědomí a náboženského vyznání.“[17]
- Čl. 7: „Každý má právo na respektování svého soukromého a rodinného života, domova a komunikace.“[17]

Evropská úmluva o ochraně lidských práv (EÚLP):
- Čl. 9: Svoboda myšlení, svědomí a náboženství.[18]
- Čl. 8: Ochrana soukromí a osobních údajů.[18]

Evropský parlament (2021 a 2023):
- Diskuze nad ochranou tzv. neuropráv (neurorights).[19]
- Návrh ochrany neurodat jako osobních údajů.[19]
- Doporučení výzkumu dopadu neurotechnologií na duševní integritu.[19]